# Piper biritak
Piper biritak är en pepparväxtart som beskrevs av Trel. & Standley. Piper biritak ingår i släktet Piper och familjen pepparväxter. Inga underarter finns listade i Catalogue of Life.